# Zeven anjers, zeven rozen
Zeven anjers, zeven rozen is een Nederlandstalig liedje van de Belgische zanger Willy Sommers uit 1971.
De B-kant van de single was het liedje Gina.
Hij verkocht meer dan 100.000 plaatjes in Vlaanderen en stond negentien weken op nummer één in de hitparade. In de Spaanse, Duitse en Franse hitlijsten werden Sieben Küsse, Sieben Rosen en Siete Rosas, Siete Besos eveneens grote hits. In het Frans werd het lied gecoverd door Crazy Horse onder de titel Une fleur, rien qu'une rose. 
In 2005 werd een remix van het nummer opgenomen met "Daan en Seppe", twee animatiefiguren van Jeroom. Er werd ook een videoclip bij deze nieuwe opname gemaakt, waarbij Daan en Seppe volledig stoned naar Zeven anjers, zeven rozen luisteren en het lied geweldig vinden. Het idee is vergelijkbaar met de remix en videoclip van I Got You Babe die Cher in 1994 opnam met Beavis and Butt-head.
In 2021 coverde Bert Ostyn, de frontman van Belgische band Absynthe Minded, Zeven anjers, zeven rozen in het televisieprogramma Liefde voor muziek.